# Leone III Isaurico
Leone III Isaurico (in greco medievale Λέων Γ΄ ὁ Ἴσαυρος; Germanicea, 675 circa – 18 giugno 741) fu Basileus dei Romei (Imperatore d'Oriente) dal 25 marzo 717 sino alla sua morte. 
L'appellativo "Isaurico" allude alla sua regione di provenienza (l'informazione è peraltro controversa, come esposto in prosieguo).

## Biografia

### Ascesa al potere
Teofane Confessore lo chiamó Isaurico, ma Leone nacque a Germanicea, che si trovava in Siria, per cui altri scrittori lo considerano piuttosto di origini siriache. Proveniente da una famiglia di ceto umile, sotto il primo regno di Giustiniano II fu costretto, per via della politica colonizzatrice di quel basileus, a trasferirsi in Tracia con la sua famiglia. Quando, dopo essere stato deposto una prima volta nel 695, Giustiniano II provò a riprendersi il trono (705), Leone decise di appoggiarlo, contribuendo alla sua restaurazione. L'Imperatore, riconoscente, lo nominò spatharios. Dopo aver dimostrato le sue capacità sia militari che diplomatiche in una spedizione nel Caucaso, venne nominato strategos del thema anatolico da Anastasio II.
Leone decise di approfittare del grande potere raggiunto (il tema anatolico era uno dei più grandi) per rivoltarsi contro l'Imperatore legittimo (Teodosio III) e, dopo averlo deposto, diventare imperatore. Per aver più probabilità di riuscire in questa impresa, si alleò con lo stratego del tema armenico, Artavasde: se lo avesse appoggiato, si sarebbe sposato con la figlia di Leone e sarebbe stato nominato Kuropalates. Dopo aver concluso questa alleanza, Leone invase il tema di Opsikion e prese Nicomedia, dove fece prigioniero il figlio di Teodosio III. Giunto presso Crisopoli, ivi avviò le trattative con Teodosio III, il quale accettò di abdicare cedendo il trono a Leone e di ritirarsi in un monastero a Efeso.
Entrato a Costantinopoli il 25 marzo 717, Leone III si recò nella Chiesa di Santa Sofia, dove venne incoronato basileus.

### Regno

#### Assedio di Costantinopoli
Appena eletto Imperatore, dovette affrontare la minaccia dei musulmani, intenzionati come più non mai a impossessarsi della capitale dell'Impero. Nell'agosto del 717 l'esercito e la flotta araba (composta da 120.000 uomini e 1.800 navi) era già presso le mura di Costantinopoli, condotti da Maslama, il fratello del califfo Sulayman ibn Abd al-Malik. L'Imperatore decise allora di stringere un'alleanza con i Bulgari, che, resisi conto della grossa minaccia che avrebbero potuto costituire i musulmani per il loro stato, accettarono.
Grazie al fuoco greco, la flotta araba subì pesanti perdite, venendo costretta a ritirarsi, mentre le imponenti mura teodosiane resistettero senza problemi ai continui assalti arabi. Il ritiro della flotta araba permise alla capitale di essere rifornita regolarmente di viveri, mentre l'inverno del 717, straordinariamente rigido, mieté molte vittime tra i musulmani, non abituati a quelle temperature e già indeboliti da una carestia e dagli attacchi dei Bulgari, venuti in soccorso dei Bizantini.
Il califfo provò a inviare rinforzi e viveri, ordinando a navi dell'Egitto e del Nord Africa piene di vettovaglie di raggiungere Costantinopoli. Tuttavia l'equipaggio cristiano della flotta tradì gli Arabi, passando dalla parte di Bisanzio, mentre l'esercito di rinforzo, proveniente dalla Siria, venne sconfitto dai Bizantini. In breve i musulmani dovettero levare l'assedio (15 agosto 718). La sconfitta fu assai pesante dal momento che, alle perdite subite durante il fallimentare assedio, si aggiunsero, nel viaggio di ritorno, quelle cagionate da una tempesta e da un'eruzione vulcanica.
Leone III, approfittando del successo, contrattaccò impossessandosi di alcune zone di confine nel Caucaso ma nel 720 questi territori vennero di nuovo riconquistati dagli Arabi. Nel frattempo, però, venuto a conoscenza dell'assedio arabo di Costantinopoli, Sergio, protospatario e stratego di Sicilia, aveva organizzato una rivolta per staccare la Sicilia dall'Impero, eleggendo imperatore Basilio, nativo di Costantinopoli, ribattezzato Tiberio. L'usurpazione non durò a lungo: infatti, finito l'assedio, Leone inviò in Sicilia il cartulario Paolo, che aveva promosso patrizio e stratego di Sicilia, e quando questi entrò a Siracusa, Sergio, non avendo forze per resistergli, cercò rifugio presso i Longobardi, mentre la popolazione consegnava l'usurpatore Basilio e i dignitari che lo avevano appoggiato. In seguito molti sostenitori dell'usurpatore furono decapitati o esiliati; quanto a Sergio, dietro promessa che non sarebbe stato punito, ritornò in Sicilia.
L'anno successivo nacque l'erede al trono, il futuro imperatore Costantino V, soprannominato spregiativamente "Copronimo" ("nome di sterco") dai suoi nemici religiosi, perché si dice avesse defecato sul fonte nel corso del suo battesimo.

#### Politica interna e religiosa

##### Riorganizzazione dei temi
Dopo la vittoria militare si dedicò alle riforme interne dello stato, ormai precipitato in una specie di anarchia. Nel frattempo si verificò un tentativo di riprendere il trono da parte dell'ex imperatore Artemio/Anastasio II, esiliato a Tessalonica, che cercò e ottenne l'appoggio sia dei Bulgari, sia del comandante dell'Opsikion e di ufficiali di spicco della capitale, tra cui il Comandante delle Mura, che gli avrebbero dovuto aprire le porte. Le lettere furono però svelate all'Imperatore, che punì molto severamente i coinvolti nella congiura, decapitandoli o confiscando le loro proprietà ed esiliandoli. L'Imperatore scrisse poi ai Bulgari, riuscendo, grazie alla sua azione diplomatica, a spingerli ad abbandonare l'usurpatore e a consegnarlo, insieme ai suoi seguaci (tra cui l'arcivescovo di Tessalonica), all'Imperatore, che ordinò la loro decapitazione.
Rendendosi conto che l'eccessiva grandezza dei temi rendeva facile agli strateghi rivoltarsi e usurpare il trono, decise di frammentarli in temi più piccoli. Suddivise il tema anatolico in due, scorporando da esso la parte occidentale, che ricevette il nome di tema dei Trachesi. Invece mantenne il tema opsiciano intatto, commettendo un grave errore: infatti alla sua morte, il suo stratego Artavasde tenterà di usurpare il trono a Costantino V. Fu lui (o forse Anastasio II) a dividere inoltre in due il tema marittimo dei Carabisiani.
Provvide a rappacificarsi con i popoli slavi e riorganizzò le forze armate. Grazie a tutto questo poté con maggior facilità respingere i successivi tentativi da parte dei Saraceni di invadere l'impero nel 726 e nel 739.

##### Attività legislativa
Durante il periodo di regno introdusse numerose riforme fiscali, trasformò i servi della gleba in una classe di piccoli proprietari terrieri e introdusse nuove norme di diritto della navigazione e di famiglia, non senza sollevare molte critiche da parte dei nobili e dell'alto clero. Proibì il culto delle immagini sacre, con due editti distinti nel 726 e 730, e nel 726 promulgò un codice di leggi, l'Ecloga, una selezione delle più importanti norme di diritto privato e penale vigenti.
L'Ecloga, pur rifacendosi al diritto romano e in particolare al Codice di Giustiniano, apportò alcune modifiche sostanziali quali un ampliamento dei diritti delle donne e dei bambini, la disincentivazione del divorzio e la proibizione dell'aborto e l'introduzione di mutilazioni corporali (taglio del naso, delle mani ecc.) come pene. Fu pensato per aggiornare il diritto bizantino alla situazione dell'epoca, che era cambiata rispetto a Giustiniano, ma anche per rendere le leggi più accessibili dato che i libri di Giustiniano erano troppo vasti e difficilmente consultabili.

L'impero bizantino quando Leone III salì al trono, nel 717.

##### Politica religiosa: l'iconoclastia
Secondo le fonti iconodule, Leone III iniziò a chiedersi se le calamità che affliggevano l'Impero non fossero dovute alla collera divina e cercò di conseguenza di ingraziarsi il Signore, imponendo il battesimo a Ebrei e a Montanisti (722). È probabile che l'imperatore fosse sinceramente ispirato da un sentimento religioso che lo spingeva a tentare di ricomporre l'unità spirituale dell'impero, ma uno dei maggiori ostacoli alla realizzazione di quel progetto era il fatto che il cristianesimo ammetteva il culto delle immagini, che era invece escluso per gli ebrei. Constatando che queste prime leggi non erano bastate ad arrestare le calamità (tra cui un'eruzione nel mar Egeo), l'Imperatore iniziò a credere che il Signore fosse in collera con i Bizantini perché adoravano le icone religiose, cosa contraria alla Legge di Mosè. L'opposizione alle immagini religiose era già diventata piuttosto diffusa nelle regioni orientali, influenzate dalla vicinanza con i musulmani, che vietavano l'adorazione delle icone. Secondo Teofane l'Imperatore fu convinto ad adottare la sua politica iconoclastica (distruzione delle icone) da un tal Bezér, un cristiano che, fatto schiavo dai musulmani, rinnegò la fede cristiana per passare a quella dei suoi padroni, e che, una volta liberato e trasferitosi a Bisanzio, riuscì a indurre nell'eresia l'Imperatore.
Nel 726, su pressione dei vescovi iconoclasti dell'Asia Minore e in seguito a un maremoto che lo convinse ancora di più della correttezza della sua teoria dell'ira divina, Leone III iniziò a battersi contro le immagini religiose, ritenendo che una simile iniziativa avrebbe risolto il principale problema della conversione degli ebrei, ma senza valutare la portata dei gravi tumulti che una tale decisione provocò presso la popolazione cristiana.
Inizialmente tentò di predicare alla gente la necessità di distruggere le immagini, successivamente decise di distruggere un'icona religiosa raffigurante Cristo dalla porta del palazzo, scatenando una rivolta sia nella capitale che nel tema Ellade. L'esercito dell'Ellade mandò una flotta a Costantinopoli per deporre Leone e porre sul trono l'usurpatore da loro scelto, un tal Cosma. Tuttavia, durante una battaglia con la flotta imperiale (avvenuta il 18 aprile 727), la flotta ribelle venne distrutta dal fuoco greco e l'usurpatore, catturato, venne condannato alla decapitazione. Nel frattempo in Asia Minore gli Arabi assediarono Nicea ma non riuscirono ad espugnarla, a dire di Teofane, per intercessione del Signore. Gli Arabi si ritirarono quindi con ricco bottino.
Per quanto riguarda i rapporti con le massime autorità religiose, l'Imperatore si mosse con prudenza, cercando di convincere il Patriarca di Costantinopoli e il Papa ad accettare l'iconoclastia. Ma tali tentativi non ebbero effetto: entrambi infatti si mostrarono contrari e quando, forse nel 727, Papa Gregorio II ricevette l'ordine di vietare le icone religiose, si oppose strenuamente, ottenendo l'appoggio di buona parte delle truppe bizantine nell'Esarcato, che si rivoltarono all'autorità imperiale. Gli abitanti dell'Italia bizantina considerarono anche la possibilità di nominare un usurpatore e mandare una flotta a Costantinopoli per deporre l'Imperatore a loro dire eretico ma il Papa si oppose, un po' perché sperava che l'Imperatore si ravvedesse, un po' perché contava sull'aiuto dell'Imperatore per respingere i Longobardi.
Le truppe bizantine fedeli all'Imperatore tentarono di deporre il Papa e di assassinarlo, ma tutti i loro tentativi non ebbero effetto a causa dell'opposizione delle truppe romane che appoggiavano il Papa. Scoppiò una rivolta anche a Ravenna, nel corso della quale venne ucciso l'esarca Paolo: nel tentativo di vendicare l'esarca, fu mandata dai Bizantini una flotta a Ravenna, che però non riuscì nell'intento, subendo anzi una completa disfatta. Venne nominato esarca Eutichio, il quale però a causa del mancato appoggio dell'esercito, non poté instaurare l'iconoclastia in Italia e fallì anche nel tentativo di assassinare il Papa. Cercando di approfittare del caos in cui si trovava l'esarcato a causa della politica iconoclastica dell'Imperatore, i Longobardi condotti dal loro re Liutprando invasero il territorio bizantino conquistando molte città dell'esarcato e della pentapoli.
Con l'editto del 730 Leone ordinò la distruzione di tutte le icone religiose. Contemporaneamente convocò un silentium (un'assemblea) a cui impose la promulgazione dell'editto. Di fronte all'insubordinazione del patriarca Germano, contrario all'iconoclastia e che si rifiutava di promulgare l'editto se non veniva convocato prima un concilio ecumenico, Leone lo destituì e pose al suo posto un patriarca a lui fedele, tal Anastasio. Il decreto venne ancora una volta respinto dalla Chiesa di Roma e il nuovo Papa Gregorio III nel novembre 731 riunì un sinodo apposito per condannarne il comportamento.
Come contromossa l'imperatore bizantino decise dapprima di inviare una flotta in Italia per reprimere ogni resistenza nella penisola, ma questa affondò. Successivamente confiscò le proprietà terriere della Chiesa Romana in Sicilia e Calabria, danneggiandola economicamente; decise inoltre di portare la Grecia ed il sud dell'Italia sotto l'egida del Patriarca di Costantinopoli. Tali misure non ebbero granché effetto e l'esarca non poté comunque applicare il decreto iconoclasta in Italia, anzi cercò di perseguire una politica conciliante con il Pontefice. L'Italia bizantina si trovava sempre più in difficoltà: in un anno ignoto (forse nel 732) Ravenna cadde temporaneamente in mano longobarda e solo con l'aiuto di Venezia l'esarca poté rientrare nella capitale dell'esarcato. Nel 739/740, poi, Liutprando invase il ducato romano e si impadronì del corridoio umbro che collegava Roma con Ravenna, e fu solo per l'autorità del Pontefice che poi rinunciò a queste sue conquiste.
Leone III nel frattempo rinforzò l'alleanza con i Cazari per utilizzarli contro gli Arabi: a tal fine fece sposare suo figlio Costantino con una delle figlie del khan cazaro, Irene (733). Nel 740 ottenne una vittoria sugli Arabi presso Akroinos, un successo che pose temporaneamente fine alle incursioni annuali degli Infedeli e fu attribuito dall'Imperatore al favore divino dopo l'instaurazione dell'iconoclastia. Al contrario un terremoto che danneggiò Costantinopoli e dintorni nello stesso anno fu interpretato dai sostenitori delle icone come un segnale di ira divina per la politica iconoclastica. L'anno successivo l'Imperatore morì di idropisia, anche questo interpretato dai suoi oppositori come una punizione divina.
Gli succedette sul trono il figlio Costantino V.

## Leone III nella storiografia
Leone III riuscì a respingere l'assedio arabo di Costantinopoli del 717-718 salvando l'Impero dalla capitolazione e fermando l'avanzata islamica verso l'Europa da Oriente, come Carlo Martello avrebbe fermato nel 732 a Poitiers l'avanzata mussulmana da Occidente. Nonostante ciò, a causa dell'iconoclastia, la vittoria ottenuta sugli Arabi fu passata sotto silenzio, e Leone III fu demonizzato, anche se in misura minore rispetto a suo figlio, dai cronisti iconoduli.
Le cronache bizantine, redatte da iconoduli e dunque da cronisti di parte, descrivono in modo grottesco le origini umili di Leone III, in modo da screditarlo:
- alcune fonti, come Zonara (la cui testimonianza non è attendibile, sostiene il Gibbon), sostengono che Leone da giovane sarebbe stato un pezzente, che vagava a piedi da una fiera all'altra, portandosi dietro un asino carico di merci di poco valore, e che sarebbe stato spinto all'iconoclastia da alcuni Ebrei incontrati per strada, che gli avrebbero predetto l'elezione a imperatore se avesse abolito il culto delle immagini[34];
- Teofane (AM 6209) invece lo descrive come di origine isaurica, dunque appartenente a un'etnia nota per la rozzezza, e narra l'aneddoto delle 500 pecore regalate da Leone all'Imperatore Giustiniano II per ottenere il suo favore.

In realtà l'origine isaurica di Leone III è stata riconosciuta come un errore di Teofane Confessore (o dei suoi copisti), e oggi si ritiene che Leone fosse originario di Germanicea in Siria. È possibile che i cronisti dell'epoca, essendo ostili alla dinastia di Leone III per l'introduzione dell'iconoclastia, abbiano trasformato Leone da siriano a isaurico per denigrare le origini dell'intera dinastia (definita erroneamente "isaurica"), dato che gli Isauri erano noti per la loro rozzezza e venivano ritenuti quasi dei "Barbari".

Secondo le fonti iconodule Leone III sarebbe stato spinto a seguire una politica ecclesiastica iconoclasta per influenze ebraiche e islamiche. A suggerire un coinvolgimento degli Ebrei è lo storico Zonara, che nella sua Epitome delle Storie, narra: 
(Zonara, Epitome delle Storie, Paragrafo "La cagione che mosse Leone all'eresia".)
La storia di Zonara non è comunque credibile anche per incongruenze cronologiche: secondo Zonara l'incontro degli indovini ebrei con Leone quando «era ancora un giovinetto» e la predizione che sarebbe diventato imperatore sarebbe avvenuta dopo la morte di Yazid, ma ciò avvenne nel 724 e Leone III era già imperatore, fin dal 717.
Teofane Confessore, nella sua Cronaca, parla invece di influenze islamiche: 
(Teofane, Cronaca, anno 723/724.)
Teofane sostiene poi, nella frase successiva, che Leone subì anche l'influenza negativa del vescovo di Nicoleia, Costantino, che era contrario alla venerazione delle icone. Difficile comunque stabilire quanto di vero ci sia in questi resoconti, e i motivi per cui fu introdotta l'iconoclastia: secondo diversi studiosi, «non vi sono prove di contatti tra Leone e questi riformisti iconoclasti, o di ogni loro influenza nella sua tarda politica, come del resto non vi sono evidenze di influenze ebree o arabe». Anche l'autenticità della corrispondenza tra Leone e il califfo arabo Umar II riguardo ai meriti dell'Islam è dubbia.

Secondo Teofane, un devastante maremoto avvenuto nel 726 spinse Leone a iniziare a parlare contro la venerazione delle immagini, essendo l'Imperatore persuaso che tale catastrofe naturale fosse dovuta all'ira divina contro gli iconoduli. Da quel momento in poi Teofane e gli altri cronisti iconoduli cominciano a descrivere Leone come un tiranno, riportando presunte persecuzioni contro i veneratori delle immagini, che fin dal 726/727 «pagarono la loro devozione con mutilazioni, nerbate, esilii e ammende, in particolare i personaggi più nobili e stimati». Il cronista Giorgio Monaco, che definisce Leone III una "bestia selvaggia", narra addirittura un aneddoto secondo cui l'Imperatore avrebbe dato fuoco di notte a una scuola ecumenica piena di libri, con insegnanti e allievi dentro, per punirli per aver rifiutato con orrore le tesi iconoclastiche. Nelle cronache iconodule Leone viene definito «empio», «empio e tiranno», «precursore dell'anticristo», «mente da Saraceno [o amico dei Saraceni]» e «fuorilegge», ovvero indegno di regnare. Il giudizio finale di Teofane è di condanna: 
(Teofane, Cronaca, anno 741.)
Tali cronache non sono però oggettive e la distruzione degli scritti iconoclasti in seguito al Concilio di Nicea II del 787 non permettono di conoscere la versione opposta iconoclasta dei fatti, rendendo dunque difficile ricostruire con oggettività gli avvenimenti dell'epoca.

Alcuni studi recenti hanno addirittura ridimensionato le lotte contro le immagini avvenute sotto il regno di Leone III o il suo coinvolgimento nella controversia, sostenendo che Leone III non avrebbe proclamato un editto in materia religiosa, ma si sarebbe limitato a promulgare una legge politica che avrebbe proibito l'accapigliarsi sulla materia religiosa, obbligando entrambe le fazioni (a favore o contro le immagini) al silenzio in attesa di un concilio ecumenico. Secondo Haldon e Brubaker, non esistono fonti attendibili che dimostrino che Leone III abbia veramente promulgato un editto ordinante la rimozione delle sacre immagini: sembrerebbe smentire ciò la testimonianza di un pellegrino occidentale che visitò Costantinopoli e Nicea nel 727-729 senza annotare, negli scritti in cui ricorda il viaggio, alcuna persecuzione di massa o rimozioni di immagini, contraddicendo dunque le fonti iconodule; anche la lettera del patriarca Germano a Tommaso di Claudiopoli, datata dopo il supposto editto del 730, non fa un minimo accenno a persecuzioni imperiali; è possibile che l'Imperatore abbia fatto rimuovere alcune immagini, probabilmente dai luoghi più in vista, ma non vi sono evidenze che la rimozione fu sistematica; e nemmeno le monete fatte coniare dall'Imperatore danno evidenze di iconoclastia. Sembra inoltre strano che Giovanni Damasceno, in un sermone datato intorno al 750 dove elenca gli imperatori eretici, non abbia inserito Leone III nell'elenco, cosa che sembra smentire l'effettiva promulgazione di un editto. I suddetti studiosi hanno messo anche in dubbio che Leone abbia veramente distrutto la Chalke nel 726, cioè l'immagine sul portone ritraente il volto di Cristo, sostituendola con una croce, considerandola alla stregua di un falso storico. E in ogni caso, secondo Speck, la sostituzione del volto di Cristo con una croce potrebbe anche essere motivato da ragioni diverse dall'iconoclastia come ad esempio «riportare in auge il simbolo sotto il quale Costantino il Grande ed Eraclio conquistarono, o riconquistarono, vasti territori per l'Impero bizantino, ora tristemente ridotto a causa delle incursioni germaniche, slave ed arabe». Haldon e Brubaker hanno messo anche in dubbio l'attendibilità del Liber Pontificalis e sostengono, come già altri studiosi in passato, che le rivolte in Italia, come nell'Ellade, sarebbero dovute più all'aumento della pressione fiscale che a presunte persecuzioni di iconoduli. Anche la destituzione del patriarca Germano I potrebbe essere dovuta a ragioni diverse dalla sua opposizione all'iconoclastia. Inoltre appare strano che le fonti contemporanee arabe e armene, parlando di Leone III, non facciano una minima menzione alla sua politica iconoclasta. Haldon conclude sostenendo che: 
(Haldon e Brubaker, p. 155)
È possibile che gli storici successivi, ostili soprattutto a Costantino V, che appoggiò con molto più zelo del padre l'iconoclastia, abbiano successivamente diffamato tutti coloro che avessero avuto qualche contatto con Costantino V Copronimo e che lo avessero appoggiato, a partire dal padre Leone III, che nella lotta contro le immagini potrebbe essere stato moderato, se non addirittura quasi estraneo.
La figura di Leone è stata recentemente rivalutata. Già Edward Gibbon, nonostante fosse molto critico nei confronti dei Bizantini, scrisse su di lui: «Leone III portato a quella dignità pericolosa, vi si tenne fermo a dispetto dell'invidia de' suoi uguali, del malumore di una fazione terribile, e degli assalti dei nemici domestici e forestieri. Anche i cattolici, benché esclamino contro le sue novità in materia di religione, son costretti a convenire, che le incominciò con moderazione, e le condusse a termine con fermezza, e nel loro silenzio hanno rispettata la savia sua amministrazione, e i suoi puri costumi.».